# Stötstångsmotor

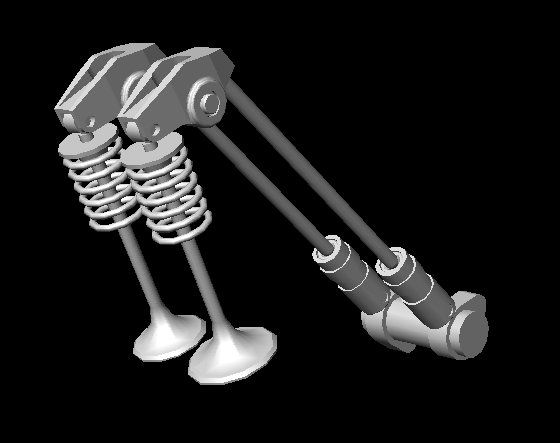
Ventilerna i topplocket öppnas av kamaxeln i motorblocket via stötstänger och vipparmar.

Stötstångsmotor är en fyrtaktsmotor med toppventiler, där ventilerna lyfts med hjälp av stötstänger. Kamaxeln är placerad nere vid vevaxeln och drivs i allmänhet via ett kugghjul, benämnt kamaxeldrev. Varje nock på kamaxeln påverkar en stötstång. Stången går upp till ventilerna och höjer ena änden av en vipparm som i sin tur öppnar och stänger insugs- och avgasventilen. Ventilerna förs tillbaka med ventilfjädrar. Insugs- och avgasventilen har alltså var sin kam på kamaxeln och var sin stötstång.
Kamaxeln ligger inuti motorblocket vilket gör att motorn kan vara lägre än motorer med överliggande kamaxel som har kamaxeln placerad i toppen, över cylindrarna. I en stötstångsmotor slipper man de mer komplexa konstruktionerna med kamrem eller kamkedja. Istället drivs kamaxeln med kugghjul som sällan behöver service eller utbyte. V-motorer och boxermotorer kan använda samma kamaxel för båda cylinderraderna med denna konstruktion, vilket också minskar antalet delar.  
Nackdelen med en stötstångsmotor är att den inte kan arbeta vid lika höga varvtal som en motor med överliggande kamaxel, eftersom stötstängerna har stor massa som måste fås att röra sig fram och tillbaka (se tröghet). Vid ett tillräckligt högt varvtal kommer mekanismen inte längre att fungera på grund av stora tröghetskrafter.